# فيض آباد (الهند)
فيض آباد (بالهندية: फ़ैज़ाबाद) ،مدينة في أقصى شمال الهند تقع في ولاية أتر برديش وتقع على ضفاف نهر غاغهرا ، كانت عاصمة سابقة لإمارة أفادها سنة 1722 ميلادي وكانت آنذاك مركز مهم للتجارة، وكانت أيضاً ولا زالت تتميز بحدائقها وقصورها وأسواقها وتميزها ببنية تحتية جيدة، ومنطقة جذب للمسافرين والسياح، عدد سكان المدينة حسب إحصائيات سنة 2011 حوالي 167 ألف نسمة، توجد في المدينة محطة لسكك الحديد لربطها مع المدن القريبة منها، ويوجد بها العديد من المعابد والمساجد .

## المناخ
يظهر الجدول التالي التغييرات المناخية على مدار السنة لفايز آباد:
| البيانات المناخية لـفايز آباد     | البيانات المناخية لـفايز آباد | البيانات المناخية لـفايز آباد | البيانات المناخية لـفايز آباد | البيانات المناخية لـفايز آباد | البيانات المناخية لـفايز آباد | البيانات المناخية لـفايز آباد | البيانات المناخية لـفايز آباد | البيانات المناخية لـفايز آباد | البيانات المناخية لـفايز آباد | البيانات المناخية لـفايز آباد | البيانات المناخية لـفايز آباد | البيانات المناخية لـفايز آباد | البيانات المناخية لـفايز آباد |
| الشهر                             | يناير                         | فبراير                        | مارس                          | أبريل                         | مايو                          | يونيو                         | يوليو                         | أغسطس                         | سبتمبر                        | أكتوبر                        | نوفمبر                        | ديسمبر                        | المعدل السنوي                 |
| --------------------------------- | ----------------------------- | ----------------------------- | ----------------------------- | ----------------------------- | ----------------------------- | ----------------------------- | ----------------------------- | ----------------------------- | ----------------------------- | ----------------------------- | ----------------------------- | ----------------------------- | ----------------------------- |
| الدرجة القصوى °م (°ف)             | 28 (82)                       | 32 (90)                       | 41 (106)                      | 44 (111)                      | 46 (115)                      | 48 (118)                      | 41 (106)                      | 38 (100)                      | 38 (100)                      | 37 (99)                       | 33 (91)                       | 28 (82)                       | 48 (118)                      |
| متوسط درجة الحرارة الكبرى °م (°ف) | 18 (64)                       | 26 (79)                       | 32 (90)                       | 36 (97)                       | 40 (104)                      | 41 (106)                      | 36 (97)                       | 34 (93)                       | 35 (95)                       | 32 (90)                       | 26 (79)                       | 20 (68)                       | 33 (91)                       |
| متوسط درجة الحرارة الصغرى °م (°ف) | 6 (43)                        | 12 (54)                       | 16 (61)                       | 22 (72)                       | 27 (81)                       | 29 (84)                       | 27 (81)                       | 26 (79)                       | 25 (77)                       | 20 (68)                       | 12 (54)                       | 7 (45)                        | 15 (59)                       |
| أدنى درجة حرارة °م (°ف)           | −3 (27)                       | 7 (45)                        | 11 (52)                       | 15 (59)                       | 20 (68)                       | 22 (72)                       | 20 (68)                       | 18 (64)                       | 21 (70)                       | 15 (59)                       | 9 (48)                        | 0.5 (32.9)                    | −3 (27)                       |
| الهطول مم (إنش)                   | 23 (0.9)                      | 16 (0.6)                      | 9 (0.4)                       | 5 (0.2)                       | 6 (0.2)                       | 68 (2.7)                      | 201 (7.9)                     | 286 (11.3)                    | 202 (8.0)                     | 43 (1.7)                      | 7 (0.3)                       | 8 (0.3)                       | 881 (34.7)                    |
| المصدر:                           |                               |                               |                               |                               |                               |                               |                               |                               |                               |                               |                               |                               |                               |

## أعلام
- إندو جاين
- بوجا باترا
- أخيل كومار
- فرنسيس كوينتون
- باري هاي